# Олимпски богови
Дванаест олимпских богова су били најважнији богови грчког Пантеона, који су живели на врху Олимпа. У различитим временима је било четрнаест богова који су сматрани олимпским, али их никад није било више од дванаест у исто време.
Зевс, Хера, Посејдон, Арес, Хермес, Хефест, Афродита, Атина, Аполон и Артемида су увек сматрани олимпским боговима. Хестија, Деметра, Дионис и Хад су придодавани овој групи. Хестија је уступила своје место Дионису да би живела међу људима (њој је додељена част да одржава ватру на Олимпу). Персефона је проводила шест месеци у години у подземном свету (тада је на земљи владала зима), и дозвољено јој је да се врати на Олимп других шест месеци у години да би била са својом мајком Деметром. Иако је Хад увек сматран за једног од најважнијих грчких богова, његов дом је био подземни свет мртвих.
Олимпски богови су освојили превласт после победе у рату који је Зевс са својом браћом и сестрама повео против Титана. Зевс, Хера, Посејдон, Деметра, Хестија и Хад су били браћа и сестре, а остали су (изузев Афродите, која се родила из морске пене) обично сматрани Зевсовом децом од различитих мајки (изузев Атине, која се родила из Зевсове главе). Могуће је да је и Хера сама родила Хефеста као освету због рођења Атине.
Према предањима богови су често силазили са врха највише планине у Грчкој силазили међу људе, како би им помогли или их казнили, али је долазило и до мешања са људима, са којима су имали и потомство.
Деца рођена из мешовите везе неког од богова и људи су била полубогови и располагала су изузетним способностима.
Зевс, као врховни бог је био свемоћан, док је моћ осталих богова била ограничена снагом моћи других богова, јер је сваки од њих имао област у којој је био најмоћнији. И по лику и по карактеру су личили на људе и имали су слабости, жудњу и осећања.

## Списак богова
- Зевс је највиши и најмоћнији бог, владар Олимпа, бог муња
- Посејдон, заједно с Хадом, други по важности бог, који управља океанима и морима
- Хад је такође други по важности бог, који води бригу о душама умрлих
- Атина је богиња мудрости, уметности, унутрашње лепоте, образовања и рата
- Арес је бог рата и хероја
- Артемида је богиња лова, животиња, плодности и чедности
- Хефест је бог ватре, рада, занатлија и оружара
- Аполон је бог плеса, музике, излечења и медицине, стрељаштва и разборитости
- Афродита је богиња љубави, сексуалности, спољне лепоте и привлачности
- Хера је Зевсова супруга, богиња брака, жртвовања, верности и породице
- Деметра је богиња земље, цвећа и биљака, хране, заштитница брака и пољопривреде
- Дионис је најмлађи бог у Пантеону, бог вина, опијања и  сексуалности

## Галерија
- Зевс
- Посејдон
- Атина
- Арес
- Артемида
- Афродита
- Деметра
- Дионис